# Gonatodes antillensis
Espèce
Synonymes
- Gymnodactylus antillensis Lidth De Jeude, 1887
- Gonatodes vittatus roquensis Roze, 1956

Gonatodes antillensis est une espèce de geckos de la famille des Sphaerodactylidae.

## Répartition
Cette espèce se rencontre :
- aux Pays-Bas dans les îles Bonaire, Aruba et Curaçao ;
- dans le nord du Venezuela ainsi que sur les îles Isla de Aves et La Orchila.

## Description
Les œufs incubent un peu plus de deux mois à 28 °C.

## Publication originale
- Lidth de Jeude, 1887 : On a collection of reptiles and fishes from the West-Indies.  Notes from the Leyden Museum, vol. 9, p. 129-139 (texte intégral).